# 爆上戰隊BoonBoomger
《爆上戰隊BoonBoomger》，是由日本東映製作的《超級戰隊系列》第48部特攝作品，於2024年3月3日（令和6年）至2025年2月9日期間每週日上午9時30分在朝日電視台首播。

## 作品特色
- 以「汽車」及「創造」為主題的戰隊作品，亦為繼《高速戰隊渦輪連者》、《激走戰隊車連者》、《炎神戰隊Go-onger》、《烈車戰隊特急者》及《魔進戰隊煌輝者》後，第六部以「交通工具」作為主題的戰隊作品；亦是繼《高速戰隊渦輪連者》、《激走戰隊車連者》及《炎神戰隊轟音者》後，第四次以「汽車」作為主題。
- 繼《Battle Fever J》、《烈車戰隊特急者》、《動物戰隊獸王者》與《宇宙戰隊九連者》後，第五次出現橙色戰士成員，亦是繼《Battle Fever J》與《宇宙戰隊九連者》後，第三次將其設定為初期成員。
- 繼《炎神戰隊轟音者》後再次出現黑色戰士為警察之設定。
- 繼《海賊戰隊豪快者》、《手裏劍戰隊忍忍者》、《動物戰隊獸王者》、《宇宙戰隊九連者》、《魔進戰隊煌輝者》以及《國王戰隊帝王者》後，第七次再度有歴代戰隊的成員以及協助者於劇集主篇中客串登場。
- 繼《激走戰隊車連者》後再次出現宣傳有關交通安全信息之環節[註 1]。

## 故事概要
主角範道大也為擁有巨額財富的「送遞屋」，而他亦於一次遇上來自宇宙的機械生命體型異星人奔多里奧·奔德拉斯並耳聞其遭遇後，大也便決定與其一同實踐於宇宙賽車比賽Big Bang Grand Prix（BBG）中獲勝的夢想。
然而在準備比賽期間，來自宇宙的黑手黨哈希利安亦抵達地球以收集由人類的悲鳴所產生的泣油，故大也亦開始以BoonBoomger的身份運用其研發的科技開始與哈希利安對戰，而同樣作為BoonBoomger還有擔任自由身間諜的鳴田射士郎、駕駛技術超乎常人的女生志布戶未來、警察阿久瀨錠、常替BoonBoomger準備所需物資之神秘人振騎玄蕃以及後來從宇宙歸鄉的地球人焰先斗。

## 登場角色

### 爆上戰隊BoonBoomger
爆上戰隊BoonBoomger，由範道大也與奔多里奧·奔德拉斯建立的隊伍，而他們於變身後其頭盔正面則採用輪胎設計，故亦有「輪胎人」之別稱。
初期則為與哈希利安對戰；然而後來卻被哈希利安跟I.S.A的常槍總部長聯手陷害為地球的敵人，但最後在常槍總部長被逮捕及哈希利安之頭目斯賓多被其擊敗後，恢復聲譽的他們便決定前往宇宙參加BBG，然而先斗跟飆迪卻決定留在地球。
範道 大也（はんどう たいや）／ Bun Red／ Bun Red 119
演：井内悠陽／堀雅陽（童年時期）
從事運送工作的「送遞屋」。
是位「開發、改造達人」，年紀輕輕的他便已積累巨額財富。
還在學生時代的他曾替國際企業Lighting Tech的代表內藤成功運送被盯上的機密資料，隨後亦因而成為送遞屋。
擅長洞察事物本質，勝負欲強且當機立斷，並有著「自己的方向盤應由自己操縱」的主張，而在戰鬥方面亦相當充滿自信。
童年時期曾聽見鄰居孩子的悲鳴，然而因其能力有限而無法對其提供協助，故大也亦誓言長大後能協助曾遇上悲劇的孩子們掌握自己的夢想。
後期卻先後被射士郎跟內藤出賣，而其所有資產亦在遭到設計下被逼轉讓予內藤，但最後實際上為射士郎之計劃，在射士郎取回所有BoonBoom車以及成功擊敗斯賓多的數個月後便聯同奔多里奧夥伴們前往宇宙參加BBG。
鳴田 射士郎（めいた いしろう）／ Bun Blue
演：葉山侑樹
從事自由身間諜的「情報屋」。
個性外冷內熱，擅長高科技系統操作以及會因應情況而作出冷靜判斷及應對，而在變身後使用槍械射擊的命中率亦相當高。
。
於一次受I.S.A的常槍總部長之秘密委托下潛入大也的家調查奔多里奧，然而卻被兩人逮着的射士郎則被大也看中了其能成功駭進保安系統的技術與身手而反遭招攬，隨後射士郎便巧妙的糊弄結果以替大也繼續保守奔多里奧的秘密。
後期卻再度接受常槍總部長的聘請並出賣BoonBoomger，但實際為能掌握斯賓多與常槍總部長勾結之證據及斯賓多之弱點而實行之計劃。
志布戶 未來（しふと みら）／ Bun Pink
演：鈴木美羽
擅長駕駛及操縱的「駕駛屋」。
個性活潑且常帶著微笑，而在變身後能以其獨特的感性及快速的步伐應付戰鬥。
初現身時被逼與黑手黨頭目的兒子結婚，隨後其男友委託大也將未來接送到機場。然而被帶走的未來於前往機場期間因大也的方向盤言論醒悟，故決心拒絕與男友一同離開，並選擇加入BoonBoomger。
在成為BoonBoomger後亦較常外出兼職；後來因I.S.A的設計下而失去了所有兼職，並且後期亦接受了I.S.A提出與斯賓多進行政治婚姻以換取雙方和解的請求，然而未來亦反利用機會成功取得BBG的擁有權及反擊斯賓多。而在斯賓多被擊敗後亦恢復BBG的體制及奔多里奧的聲譽，及後亦放棄BBG的擁有權。
阿久瀨 錠（あくせ じょう）／ Bun Black
演：齋藤璃佑
個性單純認真、一往無前兼且正義熱血的「警察屋」；而在變身後則能以其強大的體術全力應付戰鬥。
初期曾受I.S.A的調之委派下將未來帶回I.S.A問話；後來在苦魔獸襲擊人類時卻選擇違背調的命令，而最後在BoonBoomger與I.S.A雙方達成共識後則被調安排作為BoonBoomger的監視人。
從小便希望能保護他人而憧憬英雄，故當初亦希望能夠加入BoonBoomger，但卻被大也拒絕；然而後來在眾人被飛鏢苦魔重擊時因其不顧一切及拼命保護他人的精神，在獲得BoonBoom Booster變身為Bun Black替眾人脫險後則取得對方認可。
後來在BoonBoomger被哈希利安跟I.S.A陷害後亦不滿I.S.A的正義之道，最後鑑於本身無法重歸警隊的情況下索性決定辭任警察一職。
振騎 玄蕃（ぶれき げんば）／ Bun Orange
演：相馬理
作風神秘的「籌備屋」。
經常替BoonBoomger準備所需物資；而在變身後擅長在抵抗敵人猛烈攻擊的同時亦能流暢地戰鬥。
其本名為「玄蕃多·德·利巴利二世」，實為來自惑星布雷基，而他亦是銀河郵購王－德·利巴利的第二代，故亦被稱為「少爺」。
因其星球遭到哈希利安侵略，而其父親亦無辜的被冠上罪名及囚禁於宇宙監獄中，後來失去故鄉的玄蕃則獨自一人抵達地球，並且與大也相遇。
其替BoonBoomger準備的物資則為來自其宇宙船的零件；另外玄蕃亦須透過攝取糖分以維持其地球人的外貌，而他亦尤為喜歡吃棒棒糖。
後來在目睹當時帶領侵略惑星布雷基的迪斯利斯抵達地球後隨即對之攻擊，同時亦在眾人眼前暴露自己非地球人的身份，其後為能夠獨自一人打敗迪斯利斯而曾一度離開BoonBoomger，但最後在先後被虹野明跟馬德雷克斯的話語開導以及從調與奔多里奧口中得知大也等人並沒有因而放棄他後而選擇歸隊。
焰 先斗（ほむら さきと）／ Bun Violet
演：宮澤佑／鳥羽涼太（童年時期）
從宇宙歸鄉的「處理屋」，於爆上16初登場。
在地球出身的他於10歲那年便跟隨飆迪離開地球，並且在宇宙從事運送及善後工作；而在變身後則擅於透過高速移動進行眼花撩亂的攻擊。
因接受了加農博格的聘請跟飆迪找尋奔多里奧而與其返回地球；後來加農博格則以依達莎悄悄盜走先斗珍藏的賽車手卡牌為籌碼強迫先斗接受打敗BoonBoomger的委託，然而一切卻在大也的預料之內，而最後在Bun Orange成功替其奪回賽車手卡牌後，憤怒的先斗亦決定跟BoonBoomger合作與哈希利安對戰。
最後在斯賓多被擊敗後卻決定留在地球，以替前往宇宙參加BBG的大也實踐協助小孩之夢想。
奔多里奧·奔德拉斯／ BoonBoom拖車
聲：松本梨香
在地球定居的機械生命體型異星人，暱稱。
原為Big Bang Grand Prix（BBG）的賽車手，但後來因屢次於比賽中輸掉而逐漸失去自信，隨後他從一位粉絲手中取得非法零件參賽時則發生嚴重車禍，故被吊銷BBG的賽車執照。其後當時喪失鬥志的奔多里奧在遇上哈希利安的頭目斯賓多後亦受其話語感動而加入哈希利安作為開發專家，期間更成功開發製造苦魔獸的系統，然而後來在得知其非法零件一事為斯賓多背後策劃後便聯同大銀河警察設下圈套將斯賓度逮捕。
後來在意外抵達地球後則被大也救起，而大也亦於耳聞奔多里奧的遭遇後便決定與其一同實現彼此共同的夢想。
目前居住在大也的家中，在空閒時間則會做家務跟研發設備，並且特別喜歡烹煮咖喱。
與巨大化敵人作戰時則會自行巨大化及變形為BoonBoom拖車，變形後則具有出色的專業驅動性能，並擅長以其大型車身進行漂移攻擊。而在合體為BoonBoomger Robo時則會變形為閘門模式，而通過其閘門的BoonBoom車則會轉換為攻擊模式及合體為BoonBoomger Robo之一部分。
在BBG賽車手時期則與飆迪為隊友兼競爭對手關係，並且常敗於飆迪。
後期在大也慘遭斯賓多重傷時卻獨自一人以BoonBoomger Robo型態與斯賓多操縱的BoonBoom Killer Robo對戰，卻仍不敵其而被擊殺，其後BoonBoomger從尼可拉公主的信息中知曉能救活奔多里奧之方法後，奔多里奧亦在他們跟隨其方法以後聽見應援BoonBoomger之聲音後便獲得重生，最後更成功擊敗斯賓多，而其聲譽亦在曾取得BBG擁有權之未來下恢復。
飆·迪塞爾／ ByunByun Macher／ByunByun Macher Robo
聲：花江夏樹
於爆上16初登場。
與先斗為拍擋關係的機械生命體型異星人，暱稱「飆迪」。
能自行巨大化及變形為方程式賽車ByunByun Macher與大型機械人ByunByun Macher Robo：在變形為ByunByun Macher時則具有出色的專業駕駛性能，讓其能夠以準確路線衝向終點；而在變形為ByunByun Macher Robo時其背部則附有可分離的機翼Macher Wing，並擅長應付陸地戰及空中戰，而其必殺技則為以其尾翼作為槍炮的爆上Charger釋放之光束「ByunByun Finish」。
過往則與奔多里奧為BBG的隊友兼競爭對手；而抵達地球初期則為了能與奔多里奧見面。
在奔多里奧被斯賓多殺害後身體開始分解時以自己部分的生命能量為奔多里奧爭取更多時間；而在未來準備與斯賓多成婚之際與先斗一同將所有BoonBoom Killer Robo全數摧毀。
最後在斯賓多被擊敗後卻選擇與先斗留在地球。

### 大宇宙侵略大走力團 哈希利安
大宇宙侵略大走力團 哈希利安，為由宇宙各星球之異星人所組成的黑手黨，而初期則在宇宙不斷擴展其地盤。
瓦爾多·斯賓多
聲：遊佐浩二
哈希利安的頭目，於爆上34初登場。
其出身於環境惡劣的星球，後來為求強化自身動力跟獲得永生而於各星球收集泣油，而宇宙中有不少比賽（如BBG）跟機構皆被其以不當手法收買及幕後操縱。
過往曾策劃招攬奔多里奧加入哈希利安的計謀，後來在奔多里奧知曉一切後便與大銀河警察以圈套將斯賓多逮捕，而在被捕後卻反而在監獄行星上度過奢華生活。
在知悉奔多里奧仍生還後便親赴地球，並且在殺害奔多里奧後吸收其泣油強化。
後來聽取了I S.A之提議與未來進行政治婚禮，然而結果則被BoonBoomger趁機反攻將其飼養的猴子賽賽摧毀而導致身體弱化，但在格朗茲被擊敗後則以其Guardian Brera所收集的泣油補充身體及與BoonBoomger對戰，所幸的是在獲得重生的奔奔及時趕到現場後便與大也一同將其擊敗，其後BoonBoomger當初亦為能讓斯賓多接受制裁而不打算殺掉他，然而不願將自己命運交於他人手中而選擇拒絕，最後卻化為一團沙子飄散。
賽賽·沙魯卡
於爆上34初登場。
為斯賓多飼養的寵物猴子，同時亦為其儲存泣油之容器。
然而最後則被射士郎以BoonBoom水族車摧毀。
格朗茲·里斯克
聲：磯部勉
哈希利安的大管家，於爆上38正式登場。
過往曾被斯賓多所救後便決定跟隨其，並且已將自己的命運托付於他。
使用武器為可釋放光束彈的傘子監護人布雷拉以及同樣作為其寵物的牛頭半肩斗篷─蘭博。
在與BoonBoomger決戰時則替泣油不足的斯賓多先行戰鬥，然而最後卻被Bun Blue擊敗，臨終時卻以其自身與地球上的泣油透過Guardian Brera收集予斯賓多補充力量。
馬德雷克斯 →馬德雷克斯·Fury
聲：神谷浩史
哈希利安的突擊隊長，於爆上6正式登場。
其頭頂附有可發出大量噪音的汽車引擎，而使用武器為附有鑽頭的桿─。
指導Sunsita三人在地球上收集泣油，而其刀子嘴豆腐心的個性亦讓三人對其存有好感。
在抵達地球後不久與大也／Bun Red進行首次單挑戰鬥後便視其為勁敵。隨後亦屢次向大也發出挑戰，然而結果在使用耶耶的泣油巨大化並與BoonBoomger Robo Knight戰鬥時卻被對方消滅。
後來被迪斯利斯藉着其遺下的愛犬哈希利犬復活，但復活初期卻失去其原有的記憶，並聽從迪斯利斯的指揮，直至於一次跟BoonBoomger的戰鬥中遭受刺激而恢復。
及後馬德雷克斯為能擺脫迪斯雷斯而選擇假裝喪失記憶，然而在被迪斯雷斯察覺後則遭到對方植入能引出超越極限的力量卻會奪走自我意識的非法裝置以迎戰BoonBoomger。隨後雖然成功被BoonBoomger破壞其Number Displate，但因過度使用力量導致其力量失控並瀕臨爆炸，而最後在與BoonBoomger道別後則飛往宇宙空間中化為火花。
哈希利犬
聲：神谷浩史（分飾）
馬德雷克斯的愛犬，於爆上6初登場。
初期則依附於馬德雷克斯的左膝上，後來在馬德雷克斯被BoonBoomger打敗後，倖存的牠則一直流落街頭。
後來被迪斯利斯與Sunsita尋獲後便作為復活馬德雷克斯的重要材料，而當其復活後則依附於其左手臂上。
加農博格
聲：鯨
哈希利安的改造隊長，於爆上11初登場。
於惑星尼達姆出身，擁有改造生命體之能力，而其可釋放光束的獎盃型武器─杰基。
因馬德雷克斯的殉職以及在地球收集的泣油過少關係而抵達地球指導Sunsita三人，但其高傲自負的態度以及經常不在前線戰鬥而讓三人對其感到厭惡。
後來因泣油收集過少關係而出動可強制收集泣油卻會讓星球淪為死星的王牌兵器─杰基·恢恢，然而則遭到BoonBoomger成功阻止，隨後在與Bun Violet的單挑戰鬥中落敗後則意圖強迫耶耶將迪可多拉迪與依達莎巨大化，結果反遭到耶耶的反抗及被之巨大化後與BoonBoomger戰鬥，而最後加農博格則不敵對方的爆上Full Throttle Bazooka攻擊而與Jackie Hon Hon一同被爆炸消滅。
迪斯利斯→迪斯利斯2000
聲：森久保祥太郎
哈希利安的重建隊長，於爆上26初登場。
因加農博格的殉職加上在地球所收集的泣油不足而抵達地球指導Sunsita；而過往在宇宙中亦成功侵略不少星球，當中亦包括玄蕃的故鄉惑星布雷基。
有著倒念用詞的習慣，而其寵物兼武器為常依附於其右肩的槌之子─法蘭克，並擅長使用妖術。
曾以妖術復活馬德雷克斯作為其傀儡；後來亦發現曾為哈希利安一員的奔多里奧仍生還，其後為讓奔多里奧現身而俘虜飆迪，但在飆迪成功被先斗救回後便與BoonBoomger對戰，最後在使用妖術巨大化並飛往月球後仍不敵前來的BoonBoomger Robo Champion而死。
後來被斯賓多透過其遺留的寵物法蘭克復活，並被斯賓多配戴上面具以作為其曾因發現奔多里奧生還一事之回禮，其後迪斯利斯亦被命令煽動地球民眾憎恨BoonBoomger，雖然計劃成功但卻被斯賓多啟動其面具上的計時炸彈試圖將正好與其對戰的Bun Violet跟飆迪同歸於盡，而最後迪斯利斯則被兩人及時踢上半空後爆炸身亡。
Sunsita
為初期被派遣前往地球收集泣油的三名現場監督。
三人皆於一次各自失意下偶然相遇並結緣，隨後在遇上馬德雷克斯後亦因喜歡其作風而選擇跟隨他。
然而後來因看透斯賓多的真面目，以及不欲與馬德雷克斯及迪斯利斯同樣作為其棋子之下場而決定背叛哈希利安，並且在BoonBoomger與斯賓多的戰鬥中透過影像直播予地球人，而最後三人亦一同離開地球。
迪可多拉迪
聲：諏訪部順一
Sunsita的一員。
使用武器為可發出大量噪音的麥克風狀手杖─絕叫大麥克風。
伊塔莎
聲：水樹奈奈
Sunsita的一員，亦為三人中唯一的女生。
在隊伍中主要負責製造苦魔獸，另外其在加入哈希利安前則為扒手。
耶耶·耶魯卡
聲：諸星堇
Sunsita的一員。
其外觀為六輪跑車，並能夠自由控制其體型大小。
初期於苦魔獸戰敗後則會吸收其氣態化的泣油大暴走體，並會通過高速公路空間後返回現實世界之一瞬間釋放泣油將該苦魔獸重生及巨大化；但後來經加農博格改造後則改為釋放高速公路光束將被擊敗的苦魔獸之泣油活性化。
後來曾被格朗茲轉化為苦魔獸苦魔，然而戰鬥期間突然失控甚至瀕臨爆炸，所幸的是及時被Bun Black與Bun Orange聯手擊敗而恢復原貌。
奔多里奧·奔德拉斯
參照爆上戰隊BoonBoomger。
苦魔獸
由哈希利安以其特殊的引擎鑰匙插入相應物品後讓該物品轉化之怪物，為奔多里奧於哈希利安時期所研發。
每個苦魔獸則能藉其獨特能力製造混亂，以蒐集人類的悲鳴並將之轉化為「泣油」。
當苦魔獸被擊敗後，其身體則會化為氣態的泣油大暴走體，並會透過耶耶將其重生與巨大化，而再度被打敗後則會恢復該物品原貌。
內吉雷塔
為哈希利安以螺絲大量生產的戰鬥員。
其以與消音器類似的瑪夫蘭波作為武器，能揮擊及發射子彈槍擊目標。

### 其他角色
細武 調（さいぶ しらべ）
演：Hashiyasume Atsuko
於爆上3初登場。
初登場時為國際宇宙對策機構（I.S.A）的特別搜查官，並受組織委派要求BoonBoomger解散，但同時亦請求大也能對I.S.A提供援助，然而大也卻以保留原有隊員作為條件要求雙方能彼此交換情報，而最後調亦在請示上司後則與對方達成共識，但相對的是安排錠擔任BoonBoomger的監視人。
很喜歡吃奔多里奧烹煮的咖喱，而且因奔多里奧對她十分有禮，故此尤為崇拜及喜歡奔多里奧。
最後在常槍總部長被逮捕後便晉升為I.S.A的作戰總部長。
內藤 雷汰（ないとう らいた）
演：長戶勝彦
國際企業「Lighting Tech」的代表，於爆上11初登場。
為讓大也成為送遞屋的啟蒙老師，而大也亦在其教導下才能累積巨額財富。
然而背後卻與I.S.A的常槍總部長跟哈希利安勾結，而在取得BoonBoom Killer Robo的設計圖後亦將其量產。
最後在常槍總部長與斯賓多勾結之罪行敗露後繼而被捕，而大也亦在離開地球前曾前往拘留所探望他。
常槍 鋭一郎（とこやり えいいちろう）
演：堀部圭亮
I.S.A的作戰總部長，亦為調的上司，於爆上26初登場。
背地裏實為與哈希利安勾結，而最後在被舞美取得其與斯賓多勾結之證據後被捕。
梅栖 舞美（ばいす まいみ）
演：櫻井玲香
於爆上39初登場。
與調同為I.S.A的調查官，初登場時則剛從外地歸國。
在斯賓多逗留在地球期間則於常槍總部長身旁工作，但實際上亦為能夠掌握常槍總部長與斯賓多勾結之證據甚至曾欺騙調，而在常槍總部長被逮捕後亦繼續其調查官之工作。
尼可拉·奇多亞
演：伊礼姫奈
為惑星托里庫爾的王女，於爆上43初登場。
因從其寶玉知悉BoonBoomger即將遇上危機，故將其能傳遞訊息的項鍊交予喬轉遞予他們，而其於訊息上亦告知BoonBoomger能打破危機之方法。

#### 歷代戰隊作品登場角色
炎神戰隊Go-onger
江角 走輔（えすみ そうすけ）／ Go-on Red
演：古原靖久
於爆上12登場。
在BoonBoomger與下駄苦魔的戰鬥中亦協助其脫險及消滅對方，而最後便聯同鷹速鬥輪前往機械世界。
 鷹速鬥輪
聲：浪川大輔
來自機械世界的炎神，亦為走輔的拍擋，於爆上12初登場。
於一次抵達走輔所在的世界時卻意外與加農博格發生碰撞，其身體亦因而無法變回其正常大小。後來在遇上大也後亦於BoonBoomger的協助下找到走輔，同時其身體並逐漸恢復，而最後在聯同走輔跟BoonBoomger成功消滅下駄苦魔後便帶同走輔返回機械世界。
與飆迪為舊識關係，並能與其變形的ByunByun Macher Robo合體。
 巴獅王、 小熊RV
聲：江川央生（巴獅王）、井上美紀（小熊RV）
兩人同為來自機械世界的炎神，於爆上12登場。
被鷹速鬥輪帶到走輔所在的世界後與其合體為炎神王消滅下駄苦魔。
烈車戰隊特急者
來斗／ 特急1號
演：志尊淳
於爆上32登場。
在明遇上鐵軌苦魔的襲擊時則前來解救他，隨後便與BoonBoomger合力將鐵軌苦魔擊敗。
虹野 明（にじの あきら）
演：長濱慎
鐵路維修員，於爆上32登場。
海賊戰隊豪快者
喬·基布肯／ 豪快藍
演：山田裕貴
於爆上43登場。
因受尼可拉公主的委託將能傳遞訊息之項鍊轉遞予BoonBoomger而抵達BoonBoomger所在的地球，而在BoonBoomger於與寶箱苦魔的戰鬥中身陷苦戰時亦協助他們，並曾使用射士郎的BoonBoomger力量變身為Bun Blue，而最後在戰鬥完結後則將項鍊交予大也後離開。

## BoonBoomger的裝備

### 裝備／武器
Bun Red、 Bun Blue、 Bun Pink
BoonBoom Changer
音效：松本梨香（分飾）
為三人所持有的變身器兼通訊器。
BoonBoom Handle
為三人所持有的武器。
能裝備BoonBoom Changer，並且可轉換為「方向盤」、「槍械」及「桿」三種模式。
 Bun Black、 Bun Orange
BoonBoom Booster
音效：松本梨香（分飾）
為兩人所持有的變身器。
與BoonBoom Changer不同的是其音效比較低沉，而且頂部設有閃燈，同時亦可作為通訊器及揚聲器。
BoonBoom Change Axe
為兩人所持有的武器。
能裝備BoonBoom Booster，並且可轉換為「方向盤」、「斧頭」及「桿」三種模式。
 Bun Violet
BoonBoom Controller
音效：花江夏樹（分飾）
為先斗／Bun Violet的方形方向盤型變身器兼武器。
能轉換為「方向盤」與「弩」兩種模式，並且可透過輸入指令釋放相應攻擊。
為奔多里奧於BBG時期為能提升其自身速度而發明的道具，但後來他認為BoonBoom Controller對自身作用不大而捨棄之，然而最後則被先斗跟飆迪從不明途經獲取。
共同裝備
BoonBoom Suit
為BoonBoomger於變身後身穿的強化服，而其身上附有複數輪胎可應用於戰鬥。
強化裝備
 ZyunZyun Shoka Blaster
為奔多里奧以滅火器為原型設計予大也／Bun Red的武器兼變身器，於爆上21初登場。
能讓Bun Red變身為身穿防火強化服的Bun Red 119，並能透過ZyunZyun Shoka Blaster以及其雙肩的水管釋放高壓水柱攻擊。
Champion BoonBoomger
為除了先斗／Bun Violet外其餘五位BoonBoomger的強化變身形態，於爆上33首次出現。
Champion Changer
音效：松本梨香（分飾）
為BoonBoomger變身為Champion BoonBoomger的裝置。
Champion Jacket
為奔多里奧替因應以BBG為目標的BoonBoomger而以特殊太空纖維製作的可適應太空環境之外套。
其身上設有多個BoonBoom車的徽號，當BoonBoomger按下徽號後便能使出與其相應的BoonBoom車力量；另外當其中一位BoonBoomger在透過其他隊員協助按下其背上的徽號後則能將其自身力量發揮至頂點。

### BoonBoom車
BoonBoom車，為由大也跟奔多里奧共同研發的大型機械，並會作為BoonBoomger日後參加BBG的賽車。
 BoonBoom超級跑車
外觀為紅色的超級跑車。
其大小則與一般跑車無異，然而其引擎蓋卻內置一個融合了太空技術的特殊裝置，能讓其進行短時間飛行及砲擊敵人。
 BoonBoom拖車
由奔多里奧獨自變形的拖車，參照爆上戰隊BoonBoomger。
 BoonBoom越野車
外觀為藍色的越野車。
具有優越的駕駛性能，並適合於任何地形上行駛。
於轉換為攻擊模式時則會變形為十字螺絲起子─爆上Driver以應用於攻擊、鑲嵌或拆卸螺絲，甚至亦能作為BoonBoomger Robo的拳套。
 BoonBoom越野車Ghost
為玄蕃以其所籌備之零件製作的BoonBoom越野車之實體分身車。
具有出色的駕駛性能，並擅長以幻影擾亂對手；而於轉換為攻擊模式時則會作為BoonBoomger Robo的拳套。
 BoonBoom旅行車
外觀為粉紅色的旅行車。
具有卓越的安全駕駛性能，並能夠裝載大型物體。
於轉換為攻擊模式時則會變形為手臂─爆上Hand，以有效地捕捉物體。
 BoonBoom經典車
外觀為酒紅色的經典車。
具有讓人留下深刻印象的浪漫駕駛性能；而於轉換為攻擊模式時則會變形為長劍─爆上Sword。
 BoonBoom警車1號
外觀以黑色為主的警車。
具有出色的智能駕駛性能，可行走於較為狹窄的道路；另外其亦能變形為開合式鋼釘路障攔截及攻擊目標，甚至能製造其自身與BoonBoom警車2號的虛擬分身。
於轉換為攻擊模式時會變形為爆上Spike，其能夠對敵人進行猛烈夾擊。
 BoonBoom警車2號
外觀為紫色的重型警車。
具有優異的組合驅動性能，而其自身亦可左右分開行駛。
於轉換為攻擊模式時會變形為雙槍械─爆上Magnum，另外其亦能依附於BoonBoomger Robo的雙腿外側。
 BoonBoom挖土機
外觀為亮黃色的油壓挖土機。
具有優良的技術驅動性能，可於奔馳的同時以其怪手進行挖掘、刮擦及壓碎等。
於轉換為攻擊模式時亦會變形為炮台以發射無數導彈─爆上Missile。
 BoonBoom推土機
外觀為橙色的推土機。
具有卓越的強大驅動性能，可於行走的同時消除道路上的障礙物。
於轉換為攻擊模式時變形為錘子─爆上Hammer，並以敲打攻擊為主。
 BoonBoom賽車
外觀為鮮紅色的賽車。
具有出色的急速駕駛性能，並採用鋒利的車身與輪胎及以釋放高達四千度的火焰進行爆發性加速。
於轉換為攻擊模式時會變形為爆上Burner，能藉其釋放的火焰予BoonBoomger Robo高速移動。
 BoonBoom狩獵車
配備AI的黃綠色狩獵車，為大也從與轟音紅及炎神合作中得到啟發而開發的BoonBoom車之一。
具有出色的飢餓駕駛性能，並能夠應付最困難的賽道。
於轉換為攻擊模式時會變形為雙爪子─爆上Claw爪擊目標。
 BoonBoom水族車
配備AI的綠松石色水族車，為大也從與轟音紅及炎神合作中得到啟發而開發的BoonBoom車之一。
具有優良的柔性驅動性能，行駛靈活且能夠柔順地過彎。
於轉換為攻擊模式時其前端的嘴巴則會張開咬擊目標及釋放光束。
 ByunByun Macher
由飆迪獨自變形的方程式賽車，參照爆上戰隊BoonBoomger。
 BoonBoom Leo Rescue／BoonBoom Leo
由奔多里奧研發的深紅色BoonBoom車，於爆上22初登場。
能變形為「消防車」型態的BoonBoom Leo Rescue以及「獅子」型態的BoonBoom Leo，並可收納BoonBoom消防車。
BoonBoom Leo Rescue擁有雲梯車與泵浦車的雙重性能，而其雲梯─爆上Ladder前端亦可釋放高壓水柱以及搭配其他BoonBoom車，甚至能讓BoonBoom車轉換為攻擊模式；而BoonBoom Leo則配備自主型AI，並會以四肢與尾巴攻擊目標，甚至能與其他BoonBoom車組合。
 BoonBoom消防車
收納於BoonBoom Leo Rescue內的小型消防車，於爆上22初登場。
 Champion Carrier
為大也與奔多里奧共同研發之可於宇宙航行的車輛運輸拖車，於爆上34初登場。
其由曳引車Champion Carrier Head與四節BoonBoom Carrier所連結組合，而每節BoonBoom Carrier皆可搭載一輛BoonBoom車；另外Champion Carrier可透過其最後方的兩節BoonBoom Carrier搭載於前方的兩節BoonBoom Carrier而轉換為「重武裝模式」。
 BoonBoom氫能車
外觀為寶藍色的氫能車。
具有出色的可持續駕駛性能，能於宇宙空間行駛時吸收太空中的氫氣並轉化為能量。
於轉換為攻擊模式時會變形為爆上Jet，並會依附於Champion Carrier後方作為其助推器。

#### 合體型態
BoonBoomger Robo
由BoonBoom拖車、BoonBoom越野車與BoonBoom休旅車組合的大型機械人。
擅長搭建及拆解攻擊；而其必殺技為以爆上Driver對敵人斬擊的「BoonBoom Finish」。
BoonBoomger Robo Police
為BoonBoom拖車與BoonBoom警車1、2號組合的警察機械人，於爆上5初登場。
能以爆上Magnum進行遠距離槍擊及狙擊；而其必殺技亦為以爆上Magnum連續槍擊的。
BoonBoomger Robo Builder
由BoonBoom拖車、BoonBoom挖土機與BoonBoom推土機組合的建築機械人，於爆上7初登場。
擅長以爆上Hammer破壞及粉碎目標的敲打攻擊；而其必殺技亦為以爆上Hammer連續敲打攻擊的。
BoonBoomger Robo Puncher
由BoonBoom拖車、BoonBoom越野車與BoonBoom越野車Ghost組合的拳擊機械人，於爆上8初登場。
BoonBoomger Robo Knight
由BoonBoom拖車、BoonBoom經典車與BoonBoom賽車組合的騎士機械人，於爆上9初登場。
擅於高速移動及斬擊對手；而其必殺技則為以爆上Burner釋放的火焰依附於爆上Sword的劍刃後斬擊。
BoonBoomger Robo Monster
由BoonBoom拖車、BoonBoom狩獵車與BoonBoom水族車組合的怪物機械人，於爆上14初登場。
擅長激烈戰鬥；而其必殺技為從BoonBoom水族車的嘴部釋放具有魚群氣勢之光束。
Wing BoonBoomger Robo
由BoonBoomger Robo與ByunByun Macher Robo的Macher Wing跟爆上Charger組合之飛行型態，於爆上19初登場。
BoonBoomger Robo 119
為BoonBoom拖車與BoonBoom Leo組合的救援機械人，於爆上23初登場。
擅長鎮壓火災及滅火，並會以其右手臂的爆上Ladder從其前端的水炮口釋放高壓水柱及連續攻擊；而其左手臂亦配備防禦武器爆上Shield。
其必殺技為「爆上Rescue·BoonBoom Finish」，以從爆上Ladder的水炮口釋放高壓水刀斬擊。
BoonBoom Full Throttle Edition
為BoonBoomger Robo 119、ByunByun Macher Robo與大量BoonBoom車組合的炮台陣型，於爆上25初登場。
其必殺技為「爆上Full Throttle Bazooka」，為聚集兩人身上的BoonBoom車所釋放的能量後攻擊對手的光束。
ByunByun Macher Robo 
為ByunByun Macher Robo與特急者的四輛烈車（ Blue Rescher、 Yellow Rescher、 Green Rescher與 Pink Rescher）的合體型態，於爆上33初登場。
使用武器為踏切劍，而必殺技為以踏切劍斬擊的「踏切劍·ByunByun Finish」。
BoonBoomger Robo Champion
為BoonBoomger Robo與Champion Carrier組合的大型機械人，於爆上35初登場。
能靈活運用其附有輪胎的雙足滑行及使用攻擊模式的BoonBoom車攻擊；而其必殺技為以從其胸膛釋放的BoonBoom車光束攻擊之「爆上Champion·BoonBoom Goal-in」。
ByunByun Macher Robo 
為ByunByun Macher Robo與炎神鷹速鬥輪之合體型態，於爆上38初登場。

## 設定
國際宇宙對策機構（International Space Agency）
由聯合國成立的組織，通稱「I.S.A」。
其主要工作為一旦有宇宙生命體接觸地球時便會採取措施進行調查及監視等行動。
大爆炸大獎賽（Big Bang Grand Prix）
為於宇宙舉行的大型賽車比賽，通稱「BBG」。
其共有12種不同類型的星球賽道，而完成所有賽道需時為約地球時間的一年。
然而後來卻被斯賓多收買並作為比賽造假的工具以收集泣油，但最後被未來要求作為與斯賓多結婚之彩禮，故未來則成為BBG的擁有人。而在斯賓多被擊敗後未來亦恢復BBG體制與奔多里奧的聲譽，及後亦放棄BBG的擁有權。
BoonBoom Killer Robo
於爆上13初登場。
其外貌與BoonBoomger Robo相似，並能與BoonBoomger的BoonBoom車組合，另外駕駛者在操作時須運用與BoonBoom Changer相似的BoonBoom Danger啟動。
原為由加農博格研發的大型機械人，但後來內藤亦開始秘密量產BoonBoom Killer Robo，然而最後皆被Bun Violet跟ByunByun Macher Robo全數摧毀。

## 製作團隊
製作人員：
- 原作：八手三郎
- 製作人：
  - tv asahi：芝高啓介
  - 東映：久慈麗人
  - 東映Agency：矢田晃一

- 劇本：富岡淳廣、山口宏、樋口達人、森地夏美、古怒田健志、北条千夏
- 導演：中澤祥次郎、渡邊勝也、加藤弘之、渡邊淳、葉山康一郎、竹本昇、宮﨑駿
- 動作導演：渡邊淳
- 配樂：池田善哉、横關公太
- 特攝導演：佛田洋
- 製作：tv asahi、東映、東映Agency

皮套演員：
-  Bun Red：森博嗣
-  Bun Blue：米岡孝弘
-  Bun Pink：坂梨由芽
-  Bun Black：伊藤茂骑
-  Bun Orange：尾野透雅
-  Bun Violet：蔦宗正人

## 播放列表
以下時間以當地時間（日本時間）為準：
| 日本首播日期                                      | 集數 | 標題 （日語）（漢譯） | 登場苦魔獸                                                                         | 編劇       | 導演       |
| ------------------------------------------------- | ---- | --------------------- | ---------------------------------------------------------------------------------- | ---------- | ---------- |
| 1st Lap《團隊「爆上戰隊BoonBoomger」結成 篇》（） |      |                       |                                                                                    |            |            |
| 2024/03/03                                        | 1    | 送遞屋的方向盤        | - 婚紗苦魔（聲：佐藤正治）                                                         | 富岡淳廣   | 中澤祥次郎 |
| 2024/03/10                                        | 2    | 情報屋                | - 吸塵器苦魔（聲：鹿糠光明）                                                       | 富岡淳廣   | 中澤祥次郎 |
| 2024/03/17                                        | 3    | 駕駛屋                | - 時鐘苦魔（聲：藤沼建人）                                                         | 富岡淳廣   | 中澤祥次郎 |
| 2024/03/24                                        | 4    | 呼喚英雄的聲音        | - 桑拿苦魔（聲：土屋利秀）                                                         | 富岡淳廣   | 渡邊勝也   |
| 2024/03/31                                        | 5    | 警察屋                | - 飛鏢苦魔（聲：山口登）                                                           | 山口宏     | 渡邊勝也   |
| 2024/04/07                                        | 6    | 白與黑                | - 廁所苦魔（聲：君嶋哲）                                                           | 樋口達人   | 加藤弘之   |
| 2024/04/14                                        | 7    | 籌備屋的剎車          | - 苦魔（聲：寺本翔悟）                                                             | 森地夏美   | 加藤弘之   |
| 2024/04/21                                        | 8    |                       | -                                                                                  | 富岡淳廣   | 中澤祥次郎 |
| 2024/04/28                                        | 9    | 送遞屋們的方向盤      | -                                                                                  | 富岡淳廣   | 中澤祥次郎 |
| 2nd Lap《英雄與拍擋 篇》（）                      |      |                       |                                                                                    |            |            |
| 2024/05/05                                        | 10   | 的任務                | - 鯉魚旗苦魔（聲：村岡弘之）                                                       | 山口宏     | 渡邊淳     |
| 2024/05/12                                        | 11   | 少年                  | - 天線苦魔（聲：越後屋浩介）                                                       | 富岡淳廣   | 渡邊淳     |
| 2024/05/19                                        | 12   | 爆上引擎              | - 苦魔（聲：乃村健次）                                                             | 古怒田健志 | 渡邊勝也   |
| 2024/05/26                                        | 13   |                       | -                                                                                  | 樋口達人   | 渡邊勝也   |
| 2024/06/02                                        | 14   | 與狂野                | - 冰箱苦魔（聲：高戶靖廣）                                                         | 森地夏美   | 渡邊勝也   |
| 2024/06/09                                        | 15   |                       | - 化石苦魔（聲：淺利遼太）                                                         | 山口宏     | 葉山康一郎 |
| 2024/06/16                                        | 16   | 紫色的處理屋          | - 苦魔（聲：酒井敬幸）                                                             | 富岡淳廣   | 葉山康一郎 |
| 2024/06/23                                        | 17   | 奔與飆                | - 健身苦魔（聲：狩野翔）                                                           | 富岡淳廣   | 加藤弘之   |
| 2024/06/30                                        | 18   | 處理屋                |                                                                                    | 富岡淳廣   | 加藤弘之   |
| 2024/07/07                                        | 19   |                       | - ATM苦魔（聲：宮田幸季）                                                          | 樋口達人   | 竹本昇     |
| 2024/07/14                                        | 20   |                       | - 苦魔（聲：鶴岡聰）                                                               | 森地夏美   | 竹本昇     |
| 2024/07/21                                        | 21   |                       | - 滅火器苦魔（聲：虎島貴明）                                                       | 山口宏     | 加藤弘之   |
| 2024/07/28                                        | 22   |                       | - 帳篷苦魔（聲：伊藤悟）                                                           | 山口宏     | 加藤弘之   |
| 2024/08/04                                        | 23   | 逆境棒球              | - 手套苦魔（聲：内田修一）                                                         | 古怒田健志 | 加藤弘之   |
| 2024/08/11                                        | 24   |                       | - 原聲吉他苦魔（聲：林勇）                                                         | 森地夏美   | 葉山康一郎 |
| 2024/08/18                                        | 25   | 煙火                  | -                                                                                  | 樋口達人   | 葉山康一郎 |
| 3rd Lap《真面目與決意 篇》（）                    |      |                       |                                                                                    |            |            |
| 2024/08/25                                        | 26   | 宇宙的秘密            | - 廁所苦魔·Limited （聲：手塚弘道）                                                | 富岡淳廣   | 中澤祥次郎 |
| 2024/09/01                                        | 27   | 的選擇                | - 地毯苦魔（聲：荻野晴朗）                                                         | 富岡淳廣   | 中澤祥次郎 |
| 2024/09/08                                        | 28   |                       | - 霓虹燈苦魔（聲：三宅健太）                                                       | 富岡淳廣   | 渡邊勝也   |
| 2024/09/15                                        | 29   |                       | - 鑼苦魔（聲：鈴木千尋）                                                           | 富岡淳廣   | 渡邊勝也   |
| 2024/09/22                                        | 30   |                       | -                                                                                  | 山口宏     | 渡邊勝也   |
| 2024/09/29                                        | 31   | 華麗的挑戰            | - 時鐘苦魔·Seconds （聲：柳原哲也）                                                | 古怒田健志 | 竹本昇     |
| 2024/10/06                                        | 32   | 地獄的                | - 鐵軌苦魔（聲：阪口大助）                                                         | 森地夏美   | 中澤祥次郎 |
| 2024/10/13                                        | 33   | 籌備屋不              | - 石烤番薯苦魔（聲：尾野透雅） - 磚牆苦魔（聲：煤孫新之助）                        | 樋口達人   | 中澤祥次郎 |
| 2024/10/20                                        | 34   | 承載夢想的            | - 電吉他苦魔（聲：野津山幸宏）                                                     | 富岡淳廣   | 渡邊勝也   |
| 2024/10/27                                        | 35   | 王者                  | -                                                                                  | 富岡淳廣   | 渡邊勝也   |
| Final Lap《宇宙與地球與你的方向盤 篇》（）        |      |                       |                                                                                    |            |            |
| 2024/11/10                                        | 36   | 夢想的道路            | - 冰箱苦魔·第二輛 （聲：高戶靖廣） - 吸塵器苦魔·第二輛 （聲：鹿糠光明）            | 富岡淳廣   | 渡邊勝也   |
| 2024/11/17                                        | 37   | 兩間諜                | - 照相機苦魔（聲：細川晃樹）                                                       | 富岡淳廣   | 葉山康一郎 |
| 2024/11/24                                        | 38   | 的誓言                | - 大哥的原聲吉他苦魔·Jon （聲：林勇） - 表兄弟的電吉他苦魔·Bovi （聲：野津山幸宏） | 樋口達人   | 葉山康一郎 |
| 2024/12/01                                        | 39   | 之星                  | - 海綿苦魔（聲：阿部敦）                                                           | 富岡淳廣   | 中澤祥次郎 |
| 2024/12/08                                        | 40   | 的男人                | - 體重計苦魔（聲：寺本翔悟）                                                       | 森地夏美   | 中澤祥次郎 |
| 2024/12/15                                        | 41   |                       | - 足球苦魔（聲：伊丸岡篤） - 超棒健身苦魔（聲：佚名）                              | 樋口達人   | 加藤弘之   |
| 2024/12/22                                        | 42   |                       | - 垃圾桶苦魔（聲：山下大毅）                                                       | 北条千夏   | 加藤弘之   |
| 2025/01/05                                        | 43   | 豪快的方向盤          | - 寶箱苦魔（聲：野島裕史）                                                         | 富岡淳廣   | 中澤祥次郎 |
| 2025/01/12                                        | 44   | 送遞屋無法送達        | -                                                                                  | 富岡淳廣   | 宮﨑駿     |
| 2025/01/19                                        | 45   | 地球                  | -                                                                                  | 富岡淳廣   | 葉山康一郎 |
| 2025/01/26                                        | 46   |                       | - 苦魔獸苦魔 （聲：諸星堇）                                                        | 富岡淳廣   | 葉山康一郎 |
| 2025/02/02                                        | 47   | 送遞屋孤單一人        | -                                                                                  | 富岡淳廣   | 中澤祥次郎 |
| 2025/02/09                                        | 48   | 你的方向盤            | -                                                                                  | 富岡淳廣   | 中澤祥次郎 |

## 音樂
片頭曲：
作詞、作曲：武田將彌
編曲：白戶佑輔
演唱：遠藤正明
片尾曲：
作詞、作曲、編曲：園田健太郎
演唱：奔多里奧·奔德拉斯（松本梨香）
插曲：

作詞：Mike杉山
作曲、編曲：池田善哉
演唱：遠藤正明

作詞：Mike Sugiyama
作曲：岩崎貴文
編曲：Project.R（大石憲一郎、岩崎貴文）
演唱：高橋秀幸（Project.R）

作詞、作曲：高取秀明
編曲：籠島裕昌
演唱：加農博格（鯨）

作詞、作曲、編曲：橫關公太
演唱：谷本貴義

作詞：橫關公太
作曲、編曲：池田善哉
演唱：吉田達彦

作詞：新澤俊彦
作曲：中川廣隆
編曲：森悠也
演唱：Bun Red／範道大也（井内悠陽）、Bun Blue／鳴田射士郎（葉山侑樹）、Bun Pink／志布戶未來（鈴木美羽）、Bun Black／阿久瀨錠（齋藤璃佑）、Bun Orange／振騎玄蕃（相馬理）
合唱：Sakura Kids

作詞：渡部紫緒
作曲、編曲：坂部剛
演唱：伊勢大貴
角色曲：

作詩：水野元氣
作曲、編曲：宮澤樹生
演唱： Bun Red／範道大也（井内悠陽）

作詩：水野元氣
作曲、編曲：設樂哲也
演唱： Bun Blue／鳴田射士郎（葉山侑樹）

作詩：水野元氣
作曲、編曲：馬渕直純
演唱： Bun Pink／志布戶未來（鈴木美羽）

作詩：水野元氣
作曲、編曲：馬渕直純
演唱： Bun Black／阿久瀨錠（齋藤璃佑）

作詩：水野元氣
作曲、編曲：設樂哲也
演唱： Bun Orange／振騎玄蕃（相馬理）

作詩：水野元氣
作曲、編曲：設樂哲也
演唱： Bun Violet／焰先斗（宮澤佑）

作詩：THE BUNBUNZ、TTFC
作曲：TTFC、大石憲一郎
編曲：大石憲一郎
演唱：THE BUNBUNZ

## 其他相關媒體
劇場版：
《爆上戰隊BoonBoomger 劇場BOON！PROMISE THE CIRCUIT》
此作的獨立劇場版，於2024年7月26日上映。
VS劇場版：
《爆上戰隊BoonBoomger VS 帝王者》
此作與《國王戰隊帝王者》的VS劇場版，於2025年5月1日限定上映。
網絡漫畫：
《爆上戰隊BoonBoomger formation lap 情報屋的秘密》
以此作角色－鳴田射士郎的視角為中心的網絡漫畫，於2024年10月27日起在東映特攝粉絲俱樂部網上平台發佈，共6集。
衍生劇：
《爆上戰隊BoonBoomger formation lap 銀河系的處理屋》
以此作角色－焰先斗與飆·迪塞爾為主角的衍生劇，於2025年7月13日起在東映特攝Fanclub網上平台發佈，而故事線則設定於此作主篇的爆上16。
製作團隊：
- 編劇：森地夏美
- 導演：加藤弘之
- 製作：東映特攝Fanclub

## 海外播放

### 中国大陸
中國大陸於2025年3月30日起每週日在網上平台华数TV、愛奇藝及哔哩哔哩發佈一集，並分為日語及普通話配音兩版。

### 台灣
台灣東森幼幼台於2025年4月18日在其Youtube頻道發佈此作所有集數的日語原音版本。

### 香港
香港ViuTV於2025年6月3日起以《爆上戰隊》之譯名在其官方網站及手機應用程式更新此作的日語原音版本。

## 超級英雄時間相關條目
- 2024春《假面騎士GOTCHARD》（第25-50集）
- 2024秋《假面騎士GAVV》（第1-22集）

## 外部連結
- 《爆上戰隊BoonBoomger》朝日官網 （页面存档备份，存于）

- 《爆上戰隊BoonBoomger》東映官網 （页面存档备份，存于）

- 《爆上戰隊BoonBoomger》X.com （页面存档备份，存于）

- 《超級戰隊系列》萬代官網 （页面存档备份，存于）